# Vereinsbrauerei Apolda

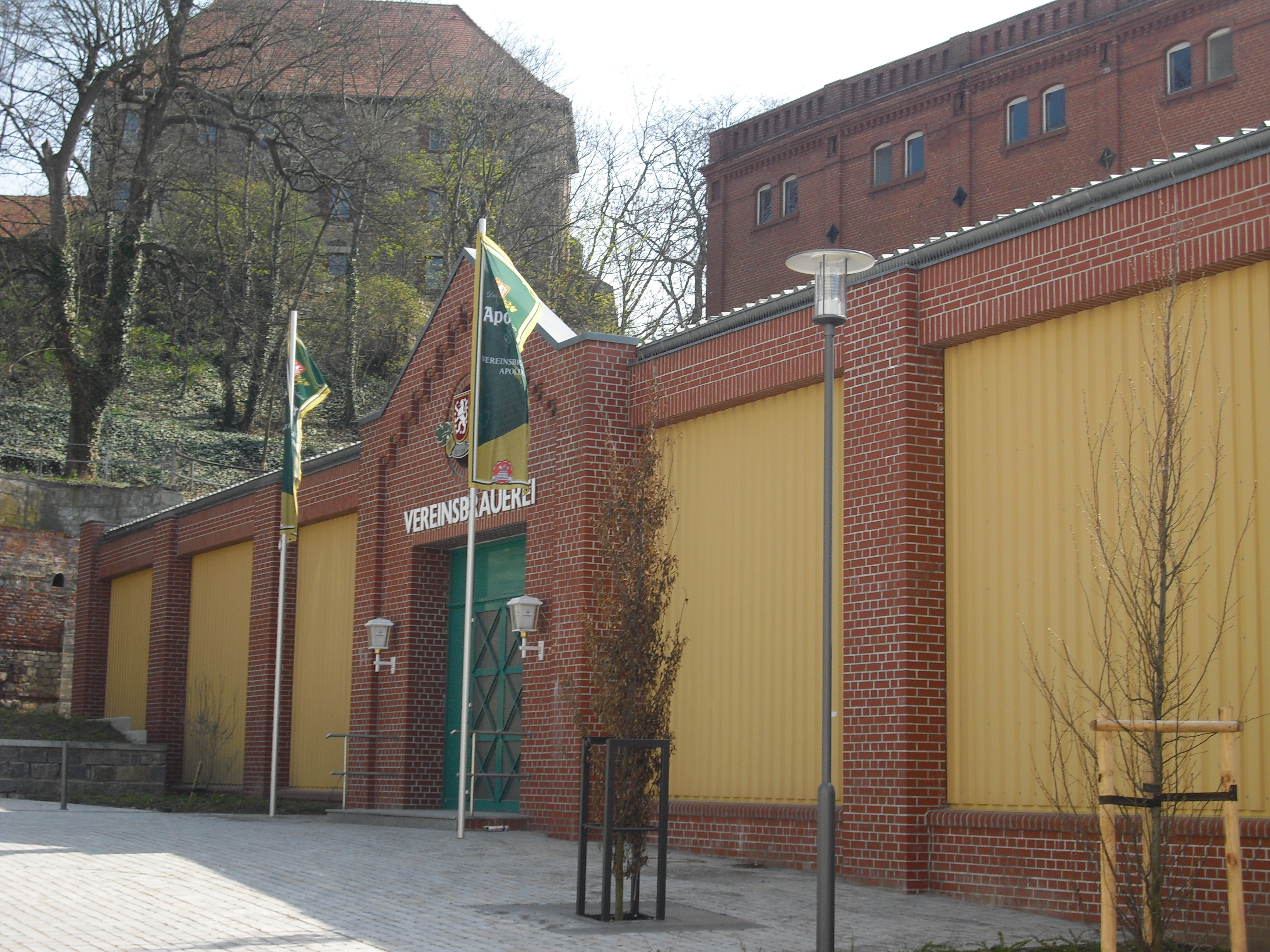
Vereinsbrauerei Apolda

Die Vereinsbrauerei Apolda GmbH ist eine eigenständige, mittelständische Bierbrauerei. Sie wurde 1887 in Apolda gegründet. 2018 stellte sie mit ihren 50 Mitarbeitern rund 94.000 Hektoliter Bier her.

## Geschichte
Die Tradition des Bierbrauens in Apolda ist bereits ab dem Jahr 1440 belegt. Die in einer Urkunde erwähnten braugewerblichen Rechte des Schlossgutes und der Stadt Apolda wurden zu dieser Zeit an bestimmte Bürgergruppen vergeben. Im Jahr 1710 vereinigten sich die Innenstädter zu einer „Gesellschaft“, was später auch die „Vorstädter“ taten. 1826 gelang es dem Assessor Börner, diese beiden Braukommunen zu vereinen. Ab 1830 profitierte die Apoldaer Brauwirtschaft vom Aufblühen des Textilgewerbes und dem Ausbau der Eisenbahn. Ab 1844 begann die Braukommune durch Kaufverträge eine Rechtsinhaberstellung als unabhängiger Brauereibetrieb zu schaffen. 1872/73 wurde mit 46 brauberechtigten Bürgern eine „Städtische Braugenossenschaft zu Apolda, Karl Kürschner & Co.“. 1884 wurde die Firma ins Handelsregister eingetragen und wandelte sich in eine Braugenossenschaft (Karl Kürschner & Co.). Gleichzeitig entwickelte sich ab 1860 ein zweites Brauereiunternehmen mit dem Namen „Gebr. Bohring“.
Am 1. Oktober 1887 legte die Vereinigung der Braustätten „Karl Kürschner & Co.“ mit dem Brauunternehmen „Gebr. Bohring“ zur „Vereinsbrauerei Apolda AG“ den Grundstein für die heutige Privatbrauerei. Der Gründungsakt fand am 8. August 1888 statt. 1952, zur Zeit der DDR, wurde die Brauerei in VEB Vereinsbrauerei Apolda umbenannt und 1969 in das „VEB Getränkekombinat Erfurt“ eingegliedert. Nach der Wiedervereinigung wurde die Brauerei am 31. Mai 1991 privatisiert und befindet sich seither wieder in privater Hand.

## Auszeichnungen
- seit 1995: DLG-Gold Prämierung (jährlich)
- seit 2002: Brauring-Gütesiegel (jährlich)
- 2003: Bundesverdienstkreuz für Günter Ramthor, den langjährigen Geschäftsführer und Mitgesellschafter der Vereinsbrauerei Apolda
- 2007: Goldmedaille European Beer Star für Apoldaer Festbock
- 2014: Premium Award (***) für Apoldaer Glockenpils vom International Taste & Quality Institute Brüssel

## Biersorten
- Apoldaer Diamant Extrapils
- Apoldaer Festbock
- Apoldaer Glocken Hell
- Apoldaer Glockenpils
- Apoldaer Hefeweizen Hell
- Apoldaer Hefeweizen alkoholfrei
- Apoldaer Premium Pils
- Apoldaer Radler
- Apoldaer Schlossberg Dunkel
- Apoldaer Schlossberg Hell
- Apoldaer Schlossberg Stark
- Apoldaer Schwarzer Esel (Schwarzbier)
- Apoldaer Pils Spezial Domi
- Apoldaer Tradition
- Apoldaer Wanderbursche (Radler naturtrüb)
- Apoldaer Wandermädel (Biermischgetränk aus 60 % Johannisbeerlimonade und 40 % Vollbier)

## Varia

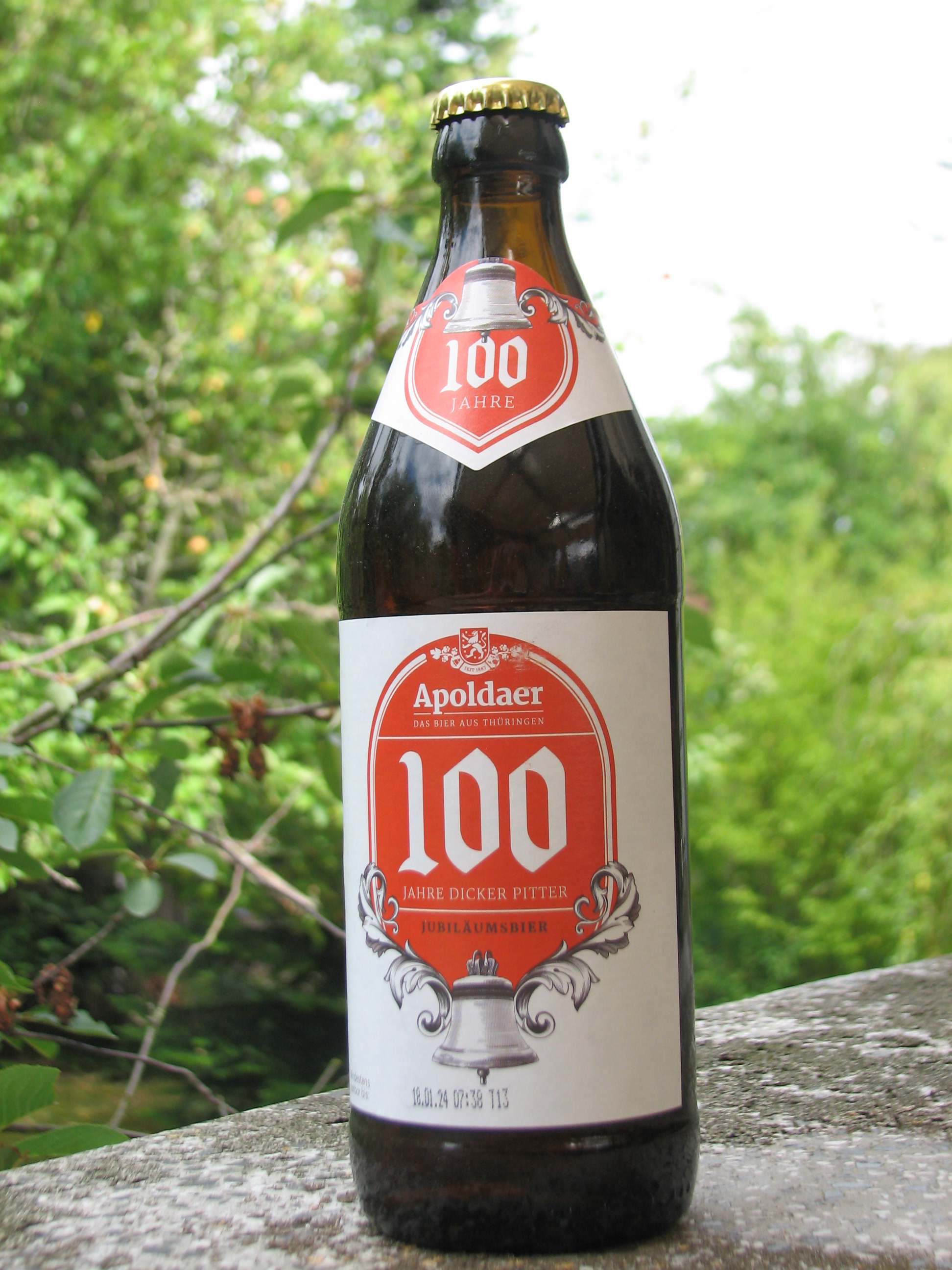
Jubiläums-Bier „100 Jahre Dicker Pitter“, Vereinsbrauerei Apolda, Mai 2023

### Glocken und Bier aus Apolda
Seit Jahrzehnten verknüpft die Vereinsbrauerei Apolda zwei ihrer Biersorten direkt mit der bedeutendsten Tradition der Stadt, der Glockengießerei: Das Apoldaer Glocken-Hell und das Apoldaer Glocken-Pils sind weit über die Region bekannt und verankert, auch finden sich immer wieder Glocken auf historischen und aktuellen Bier-Etiketten.